# Diplomacia bizantina
A diplomacia bizantina refere-se aos princípios, métodos, mecanismos, ideias e técnicas que o Império Bizantino defendeu e utilizou de modo a negociar com outros Estados e promover os objetivos de sua política externa. Dimitri Obolensky afirma que a preservação da civilização na Europa Oriental foi devido à habilidade e desenvoltura da diplomacia bizantina, que continuou sendo uma das contribuições duradouras para a história da Europa e Oriente Médio.

## Desafios e objetivos
Após a queda de Roma, o principal desafio do Império Bizantino foi manter um conjunto de relações entre ele próprio e seus diversos vizinhos, incluindo os povos germânicos, georgianos, ibéricos, búlgaros, eslavos, armênios, hunos, ávaros, francos, lombardos e árabes, que incorporou e assim manteve seu estatuto imperial. Todos estes vizinhos não dispunham do recurso chave que Bizâncio havia assumido a partir de Roma, uma estrutura legal formalizada. Quando eles começaram a forjar instituições políticas formais, eram dependentes do império. Enquanto que escritores clássicos gostam de fazer uma distinção nítida entre paz e guerra, para os bizantinos a diplomacia era uma forma de guerra por outros meios. Antecipando Nicolau Maquiavel e Carl von Clausewitz, o historiador bizantino João Cinamo escreve, "uma vez que muitos e diversos assuntos levam em direção a um fim, vitória, é uma questão de indiferença que se usa para alcançá-la." Com um exército regular de 120.000-140.000 homens após as perdas do século VII, a segurança do império dependia de diplomacia ativista.
O "Gabinete dos Bárbaros" de Bizâncio foi a primeira agência de inteligência estrangeira, coletando informações sobre os impérios rivais de todas as fontes imagináveis. Enquanto na aparência fosse um gabinete protocolar - sua principal missão era garantir que enviados estrangeiros fossem adequadamente tratados e recebessem fundos suficientes do Estado para sua manutenção, e manteve tradutores oficiais – tendo claramente uma função de segurança. O Tratado sobre Estratégia, do século VI, aconselhava sobre embaixadas estrangeiras: "[emissários] que nos são enviados devem ser recebidos com honra e generosidade, para todos mantê-los em alta estima. Seus assistentes, no entanto, devem ser mantidos sob vigilância para serem obtidas todas as informações por meio de perguntas do nosso povo".

## Princípios e métodos
A diplomacia bizantina chamou seus vizinhos em uma rede de relações internacionais e interestaduais, controlada pelo próprio império. Este processo girava em torno de tratados. O historiador bizantino Evângelo Crisos postula um processo de três camadas no trabalho: 1) o novo governante foi recebido na família dos reis, 2) havia uma assimilação das atitudes e valores sociais bizantinos, 3) como uma formalização da segunda camada do processo, havia leis."
De modo a conduzir este processo, os bizantinos recorreram a uma série de práticas, principalmente diplomáticas. Por exemplo, embaixadas para Constantinopla poderiam frequentemente permanecer por anos. Membros de outras casas reais eram rotineiramente convidados a ficar em Constantinopla, não só como potenciais reféns, mas também como peões manipuláveis, que podiam vir a ser usados em questões políticas favoráveis aos bizantinos em seus países de origem. Outra prática fundamental era deslumbrar os visitantes com cerimónias e espetáculos suntuosos. As riquezas de Constantinopla serviram para propósitos diplomáticos do Estado como um meio de propaganda, e como um meio de impressionar os estrangeiros. Quando Liuprando de Cremona foi enviado como um embaixador para a capital bizantino, foi dominado pela residência imperial, as refeições luxuosas e o entretenimento acrobático. Um cuidado especial foi tomado para estimular o maior número de sentidos tanto quanto possível: coisas iluminadas para ver, sons aterrorizantes, comida saborosa; mesmo as peças do conjunto diplomático tiveram bárbaros em volta do trono vestindo seus equipamentos nativos.
O fato de que Bizâncio nas suas relações com os bárbaros geralmente preferiu a diplomacia à guerra não é surpreendente. Para os romanos orientais, que enfrentavam a necessidade de ter que lutar em duas frentes - no Oriente contra persas, árabes e turcos e no Norte contra eslavos e nômades das estepes - era sabido, por experiência pessoal, qual caro a guerra era, tanto em dinheiro como mão de obra. Os bizantinos foram hábeis em usar diplomacia como uma arma de guerra: se os búlgaros ameaçassem, subsídios poderiam ser dados à Rússia de Quieve; uma ameaça rus' poderia ser contornada por subsídios aos pechenegues; se os pechenegues causassem problemas, os cumanos e oguzes poderiam ser contratados. Havia sempre alguém na retaguarda do inimigo em uma posição de apreciar a generosidade do imperador. Outro princípio inovador da diplomacia bizantino foi a interferência efetiva nos assuntos internos de outros Estados. Em 1282, Miguel VIII Paleólogo (r. 1259–1282) patrocinou uma revolta na Sicília contra Carlos I da Sicília (r. 1266–1285) chamadas de Vésperas Sicilianas. Heráclio (r. 610–641) uma vez interceptou uma mensagem de seu rival persa Cosroes II (r. 590–628) que ordenava a execução de um general. Heráclio acrescentou 400 nomes a mensagem e desviou o mensageiro, provocando uma rebelião daqueles da lista.